# 龐士-岡巴爾彗星
龐士-岡巴爾彗星（273P/Pons–Gambart）是一顆逆行的短週期彗星，由尚-路易斯·龐士和Jean-Félix Adolphe Gambat 於1827年6月21日首次發現。

## 物理性質
龐士-岡巴爾彗星的軌道周期為186 年，下次將在2191年8月左右到達近日點。它符合哈雷型彗星的經典定義（20年<週期<200年）。它在1827年發現後失蹤，直到2012年11月7日業餘天文學家羅布·馬特森發現了一顆彗星，並確定它就是龐士-岡巴爾彗星。
龐士-岡巴爾彗星最後一次觀測是在2014年4月，當時它距離太陽為5.8天文單位（8.7億公里）。
該彗星首次發現時的原始名稱是C/1827 M1。在2012年回歸之前，天文學家推測龐士-岡巴爾彗星的軌道周期為為60年，被懷疑可能是彗星 1110 K1。